# Kloracetofenon
Kloracetofenon (molekulska formula: C8H13ClO) ali CN je plin, ki se uporablja kot dražljivec. Vonj ima prijeten – spominja na vonj jablanovega cveta. Koncentracija 0.3 mg*min/m3 pri človeku že povzroči solzenje, koncentracija 4.5 mg*min/m3 pa je že nevzdržna. Koncentracija od 50 do 100 mg*min/m3 povzroči težke poškodbe pljuč, oči, sluznice ust in grla, pri direktnem delovnaju pa poškoduje kožo. Srednji smrtni odmerek LCt50 znaša 7,000 mg*min/m3.
Raziskave o kloracetofenonu so potekale med prvo in drugo svetovno vojno, vendar v nobeni ni bil uporabljen kot kemično orožje. Uporabila so ga pa Združene države Amerike v vojni z Vietnamom.